# Amenemhet II
Amenemhet II fou el tercer faraó de la dinastia XII d'Egipte. Era fill de Senusret I i de la seva dona principal Neferu III. Fou designat corregent pel seu pare uns dos anys abans de morir aquest, i durant aquest període va dirigir una expedició a Núbia. El seu govern va durar uns 34 anys (vers 1925 aC a 1890 aC). El seu nom apareix també com Amanemes, Amenemhait, Amenemhat, Amenemmes, Ameniemhet, Amenu, Ameny, Ammenemhet, Amonemhat, Amunemhat, Maekheru, Mekheru, Nebkaura, Nebkaure, Noubkaoure, Noubkaoureamenemhait i Nubkure

## Noms
El seu nom Sa Ra fou Amenemhat o Ameni (Amon és al capdavant); el seu nom d'Horus i el seu Nebty fou Hekenemaat; el seu Horus d'or fou Biknebumaajeru o Biknebumaajerumenebtauy; i el seu Nesut Bity o nom de tron fou Nubkaure (L'ànima de Ra és daurada). Els grecs l'esmenten com Ammanemes.

## Família
S'esmenta com a esposa a Mereret. Kemanub, que era una altra possible dona, ha estat identificada amb una reina de la dinastia XIII. Entre els seus fills al successor Senusret II, un príncep anomenat Amenemhatankh, i les princeses Ita (Itakayet), Itauret, Khnemet (o Khenemetneferhedyet), Neferet, Sithathormeret, i almenys una altra filla de nom desconegut.

## Regnat
El seu regnant és conegut per uns registres oficials anomenats "genut" o "llibre dels dies" trobats al temple de Tod. Altres edificis d'Amenemhet II també tenen part d'aquests annals, que descriuen dia a dia el procés de portar el palau; una part molt important d'aquests annals foren descoberts a Mit Rahina, a Memfis, que especifica detalladament les donacions fetes als temples, la llista d'estàtues i edificis, informes de les expedicions militars i comercials i fins i tot activitats del rei com la cacera. Els documents donen informació de bona part de la dinastia.
Va intercanviar regals amb altres dirigents de la Mediterrània i joies egípcies amb el seu nom inscrit s'han trobat a tombes reials a Biblos (especialment a la del príncep local Ipshemuabi), així com còpies fenícies de joies egípcies. Els prínceps de Biblos portaven el títol egipci de nomarca o comte i a les seves inscripcions feien referència als déus egipcis. D'altra banda al Temple de Montu a Tod s'han trobat capses de bronze amb el nom del faraó contenint copes de plata d'origen fenici i egeu, i amulets de lapislàtzuli i segells cilíndrics de Mesopotàmia, coses que podien ser regals intercanviats o tributs (la plata en aquell temps era més rara i, per tant, més apreciada que l'or). També s'han trobat restes de productes egipcis a Cnosos i poteria minoica (anomenada kamares) s'ha trobat a Lahun i a Abidos. Cal esmentar també l'increment a Egipte de noms d'origen llevantí, probablement corresponents a servents; als documents de Mit Rahina s'identifica la ciutat síria de Tunip com un dels llocs amb els quals els egipcis comerciaven. Els tractats que tenia Egipte amb els diversos estats eren selectius i no tots els governs de Palestina i Síria tenien les mateixes relacions amb Egipte.
D'altra banda el Sinaí romania territori beduí. En temps d'Amenhotep II un grup d'egipcis va entrar al Sinaí per explotar alguna mina, i es van dirigir dues campanyes contra les ciutats emmurallades de Iuai i Iasy, la ubicació de les quals encara es desconeix, poblades per aamu (asiàtics), i es van fer 1.554 presoners (alguns dels quals segurament després foren servents a Egipte).
Els nomarques fins llavors eren simples governadors designats pel faraó, però Amenemhet II va permetre que aquestes funcions tornessin a esdevenir hereditàries. Alguns nomarques van agafar títols pretensiosos, de vegades imitant els de la cort reial. Tot i així el rei no va deixar que minvés la lleialtat a la corona i a canvi dels favors del rei aquest els exigia la protecció de les fronteres i la direcció de les expedicions reials en les quals actuaven amb la seva gent però com a delegats del rei. A més es creu que es va iniciar una pràctica, després generalitzada, que els fills dels nomarques havien de ser enviats a la capital, on rebien educació, i després eren enviats a diferents missions o càrrecs de manera que normalment no podien tornar al nomós, i quan el govern d'algun quedava vacant es nomenava un nomarca nou sense relació amb l'anterior.

## Restes arqueològiques
Quasi no es coneixen construccions d'aquest rei excepte la seva piràmide (piràmide d'Amenemhet II o piràmide blanca) però potser alguns dels seus edificis foren usurpats per futurs reis. La seva piràmide fou construïda a Dashur per raons que no són conegudes, mentre que els seus dos predecessors les havien fet a Lisht.
Una estela amb el seu nom s'ha trobat a Wadi Umm Balad, una avinguda a Hermòpolis, i una esfinx que avui és al Museu del Louvre.
El va succeir el seu fill Senusret II.